# Alfa Romeo Spider
Alfa Romeo Spider (Серия 105/115) — автомобиль с кузовом типа «Родстер», выпускавшийся итальянской компанией Alfa Romeo с 1966 по 1993 годы. (190 автомобилей Spider были выпущены с лейблом «1994 Commemorative Edition» для североамериканского рынка). Автомобиль с классическим дизайном выпускался на протяжении почти трёх десятилетий с незначительными изменениями во внешности и технической части. Спайдеры первых трёх серий собирались на заводе Pininfarina в Грульяско, автомобили четвёртой серии — на заводе в Сан-Джорджо-Канавезе. Последний Spider был выпущен в апреле 1993 г., и также являлся последней заднеприводной Alfa Romeo, вплоть до выпуска Alfa Romeo 8C Competizione. 23 мая 2012 года Fiat объявил о работе над соглашением о разработке нового Spider к 2015 году совместно с компанией Mazda на платформе Mazda MX-5. Соглашение было подписано 18 января 2013 года.

## Spider 1-й серии
Первая презентация автомобиля в качестве прототипа состоялась на Туринском автосалоне в 1961 году. Тем не менее, успешность существующих моделей и экономические проблемы, с которыми в то время столкнулась Италия, привели к тому, что первые предпродажные автомобили сошли с производственной линии завода Pininfarina только в конце 1965 года.
Spider, базировавшийся на платформе Giulia серии 105, был представлен на Женевском автосалоне в марте 1966 года. Имя «Duetto» было выбрано для изначально безымянной модели по результатам конкурса, проводившегося в Италии. За дизайн кузова отвечала итальянская компания Pininfarina, при этом Spider стал последней моделью, которой персонально занимался основатель компании Баттисто «Пинин» Фарина. Директором по дизайну в Pininfarina в то время был Франко Мартиненго. Pininfarina также отвечала за производство кузова типа «Монокок», разработанного в соответствии со сравнительно новыми на то время принципами, предусматривающими наличие специальных сминаемых зон в передней и задней частях автомобиля. Двигатель — 1570 см3, 4-цилиндровый, Twin Cam, имел сдвоенный карбюратор Weber и мощность 109 л.с. (81 кВт). Автомобиль имел 5-ступенчатую механическую КПП, дисковые тормоза и независимую переднюю подвеску. Цена на момент запуска производства составляла в Италии 2.195.000 лир. В США автомобиль продавался за 3.950 долларов (для сравнения Lotus Elan стоил 3.991 долларов, MGB — 2.607 долларов.) В Великобритании автомобиль по цене был сопоставим с Jaguar E-Type.
Оригинальный спайдер «Duetto» производился в 1966—1967 годы. В конце 1967 года его сменила модель 1750 Spider Veloce с двигателем мощностью 118 л.с. (88 кВт) объёмом 1779 см3. В Европе он оснащался двумя сдвоенными карбюраторами, тогда как модели для Североамериканского рынка оснащались системой механического инжекторного впрыска SPICA (Società Pompe Iniezione Cassani & Affini) (начиная с 1969 модельного года). Также, были модифицированы подвеска, тормоза, электрика, заменены колеса и шины — хотя внешне автомобиль выглядел практически так же. Видимые изменения: изменившееся положение зеркала заднего вида на двери, и другие обозначения на задней части. В ходе производства также переместили вперед передние огни повторителей. Официальное название модели — «1750 Spider Veloce», имя «Duetto» с этого момента не использовалось.
Новый Spider 1300 Junior с двигателем объёмом 1290 см3, мощностью 89 л.с. (66 кВт) был представлен в 1968 году. На нём отсутствовали некоторые части, имевшиеся на модели 1750, такие как пластиковые крышки фар головного освещения, усилитель тормозов, колёсные колпаки и открывающиеся боковые форточки. Версия Junior имела окрашенную в чёрный цвет нижнюю часть переднего бампера.
На Спайдере первой серии ездил главный герой фильма «Выпускник» (1967 года) Бен, роль которого сыграл Дастин Хофман.
Всего было выпущено 6324 экземпляров 1600 'Duetto' и 2680 экземпляров 1300 Junior.

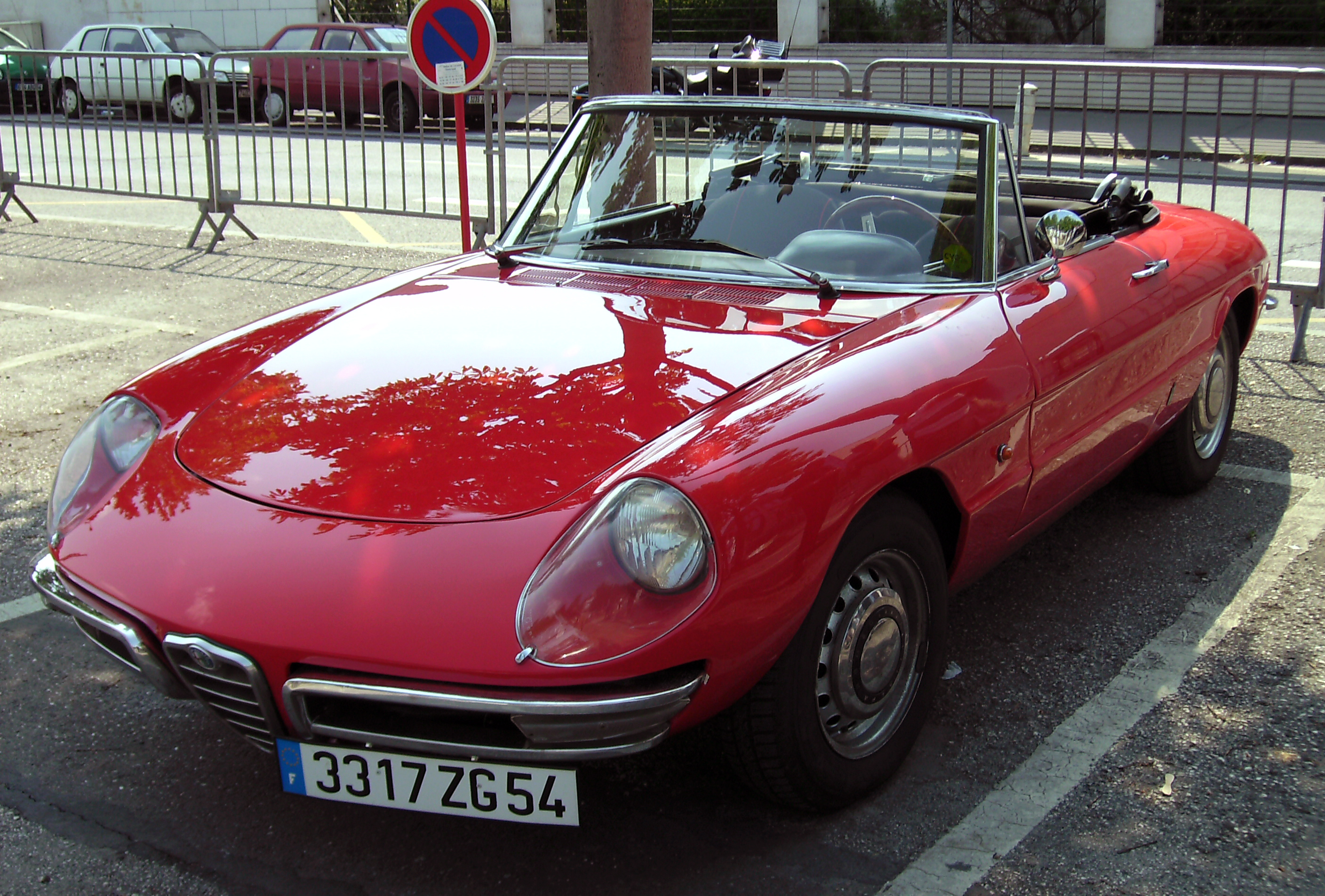
Duetto Spider
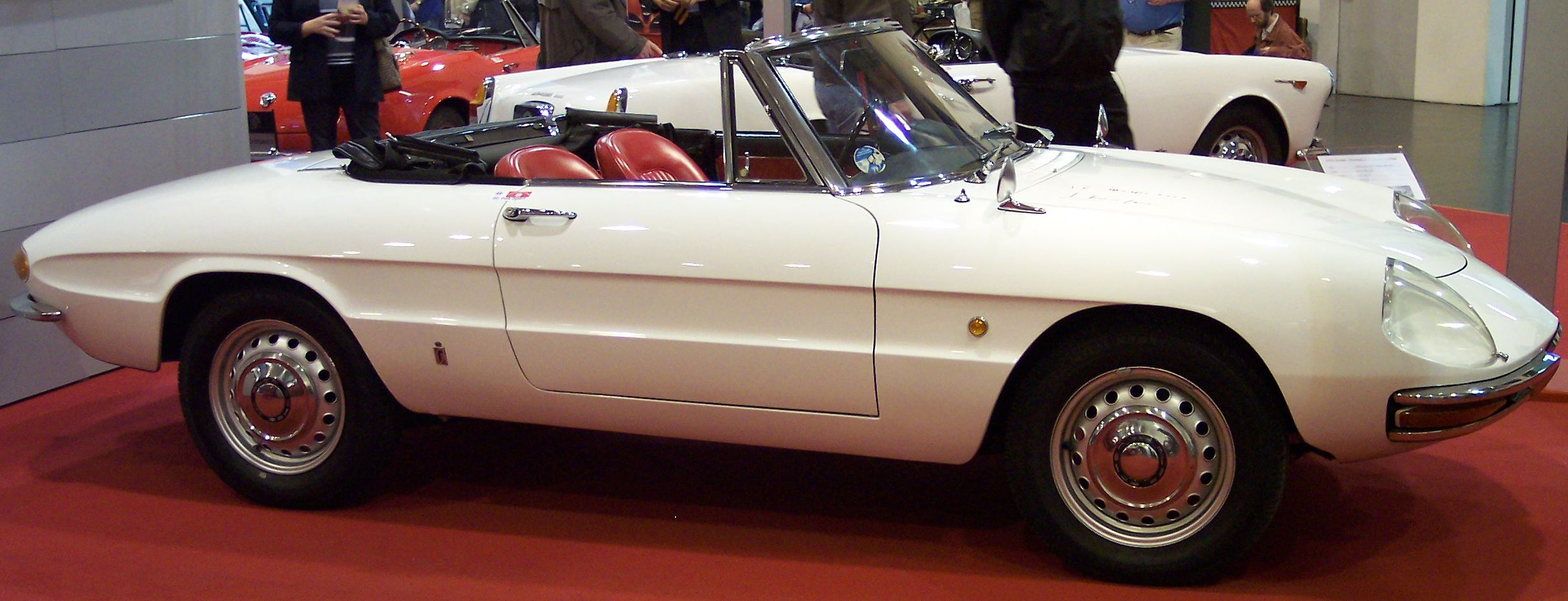
1600 Spider (1965)

## Spider 2-й серии
В 1970 г. автомобиль претерпел первое значительное изменение во внешности. Оно было представлено на модели 1750 Spider Veloce, когда удлиненная скругленная задняя часть уступила место более современному «срезанному» окончанию, которое часто называют «Корма Камма», с одновременным увеличением объёма багажника. Также, имели место множество небольших изменений во внешности и внутреннем устройстве, такие как значительно изменившаяся форма фальшрадиаторной решётки («скудетто»), новые дверные ручки, лобовое стекло, подвесные педали и улучшенная отделка интерьера.
В 1971 г. Spider Veloce получил новую силовую установку большей мощности — объёмом 1962 см3, 132 л.с. (98 кВт) — и, как следствие, название изменилось с 1750 Spider Veloce на 2000 Spider Veloce. Производство 1600 Spider возобновилось годом позже, уже под именем Spider 1600 Junior, с внешностью, идентичной модели 1300.
В 1974 г. была представлена редкая модель — Spider-Targa. Она была создана на основе Spider, и имела твёрдое заднее окно и съёмные панели крыши, сделанные из стеклопластика. За все время производства было сделано менее 2.000 машин этого типа.
Модели 1300 и 2000 в 1974 и 1975 гг. соответственно были немного модифицированы: за передними креслами появились два небольших сиденья, что сделало Spider четырёхместным автомобилем с посадочной формулой 2+2. В 1977 г. выпуск модели 1300 был прекращен. Кроме того, в период 1974—1976 гг. бамперы из нержавеющей стали были заменены новыми, с резиновыми вставками, чтобы удовлетворять усиленным требованиям к безопасности при столкновениях на Североамериканском рынке.
Было выпущено 4.557 автомобилей 1300 Junior, 4.848 — 1600 Junior, 16.320 — 2000 Spider Veloce и 22.059 2000 Spider Veloce в версии для США, а также 4.674 и 4.027 (для США) 1750 Spider Veloce (сюда также входят машины с удлиненной задней частью)

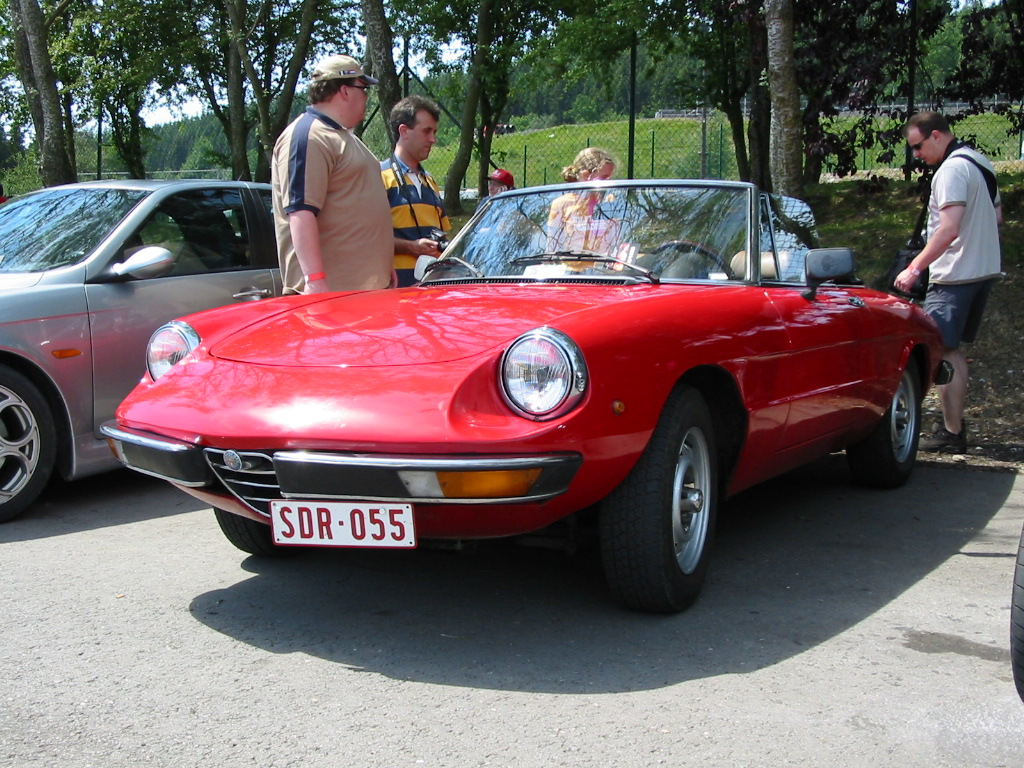
Spider 2000 Veloce 2-я серия.
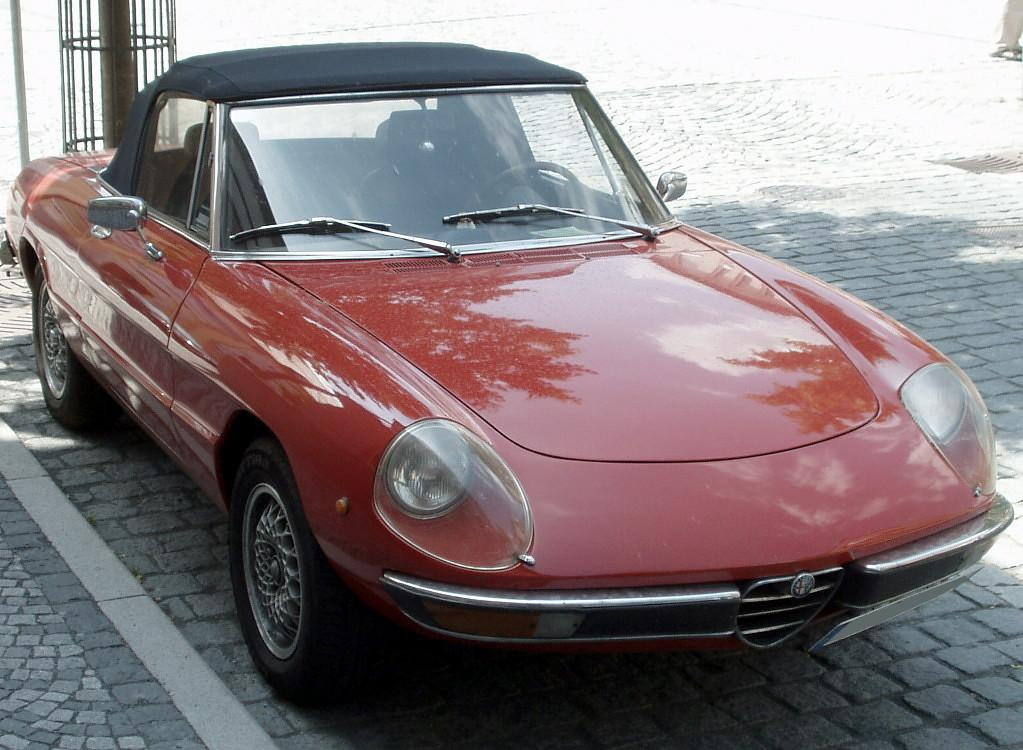
Spider Coda Tronca

## Spider 3-й серии
Spider 3-й серии был предварительно показан в Северной Америке как автомобиль модельного года 1982, одновременно была проведена презентация электронного впрыска топлива Bosch для 2-литрового двигателя, пришедшего на смену механическому впрыску SPICA.
Основательный пересмотр стайлинга Spider был проведён в 1983 году, когда на модели появились черные резиновые передний и задний бамперы. Фальшрадиаторная решётка («скудетто») была интегрирована в передний бампер, на крышке багажника появился небольшой резиновый спойлер. Изменения значительно сказались на внешнем виде автомобиля, и не всем любителям марки они пришлись по душе. Внешность и внутреннее устройство претерпели также несколько незначительных изменений. Кроме того, модель 1600 (которая никогда не продавалась в Северной Америке) лишилась названия Junior.
Модель Quadrifoglio Verde («Четырехлистный клевер») была представлена в 1986 г., и имела множество внешних отличий, таких как боковые накладки на пороги, зеркала, новые передний и задний спойлеры, спойлер на крышке багажника из твёрдой резины с интегрированным третьим стоп-сигналом, легкосплавными колесами 15" и опциональной жёсткой съёмной крышей. Изменения в отделке интерьера включали красные коврики и кресла, обтянутые серой кожей с красной прострочкой. Версия QV предлагалась только в трёх цветах: красном, серебристом и чёрном. При этом технически автомобиль не отличался от стандартной модели Spider Veloce с четырёхцилиндровым двигателем объёмом 1962 см3 с двумя верхними распредвалами (с двумя двухкамерными карбюраторами в Европе, в Северной Америке двигатель по-прежнему оснащался впрыском Bosch L-Jetronic, разница была в том, что механизм VVT теперь активировался L-Jet), и пятиступенчатой механической КПП.
В интерьере появилась новая центральная консоль, более низкой (для соответствия требованиям в США) и объединённой панелью приборов с электронными указателями. На североамериканском рынке была также представлена модель Graduate, посвящённая знаменитому появлению Duetto в фильме Выпускник с Дастином Хофманом.
Модель Graduate была выпущена в качестве недорогой Alfa Romeo «входного уровня». При том, что она имела тот же двигатель и трансмиссию, что и QV и Veloce, на ней не было легкосплавных колес и люксовых аксессуаров двух других моделей. Она оснащалась ручными стеклоподъёмниками, сиденьями с базовой виниловой обивкой, виниловой крышей и стальными колесами. Единственными доступными опциями были установка радиоприёмника у дилера и кондиционер. Выпуск был начат в 1985 году и продолжался до 1990 г.
Небольшие изменения вносились в 1986-89 гг., включая появление новых цветов, центрального верхнего стоп-сигнала (CHMSL), новый рычажок указателей поворота и т. п. На некоторых моделях 1988 г. были представлены автоматические ремни безопасности, вытягивающиеся из большого устройства между передними сиденьями.

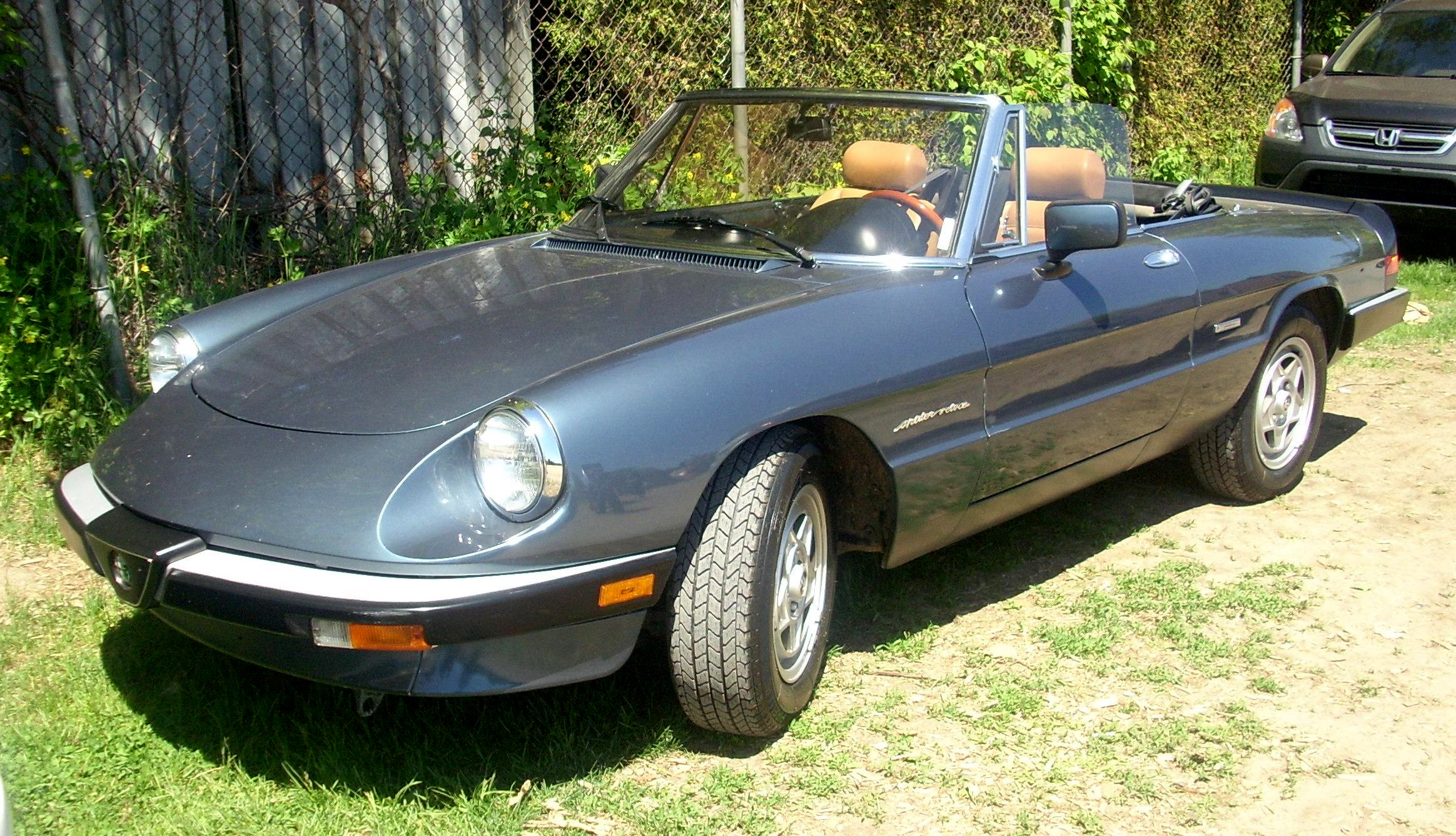
Spider Veloce (Северная Америка).
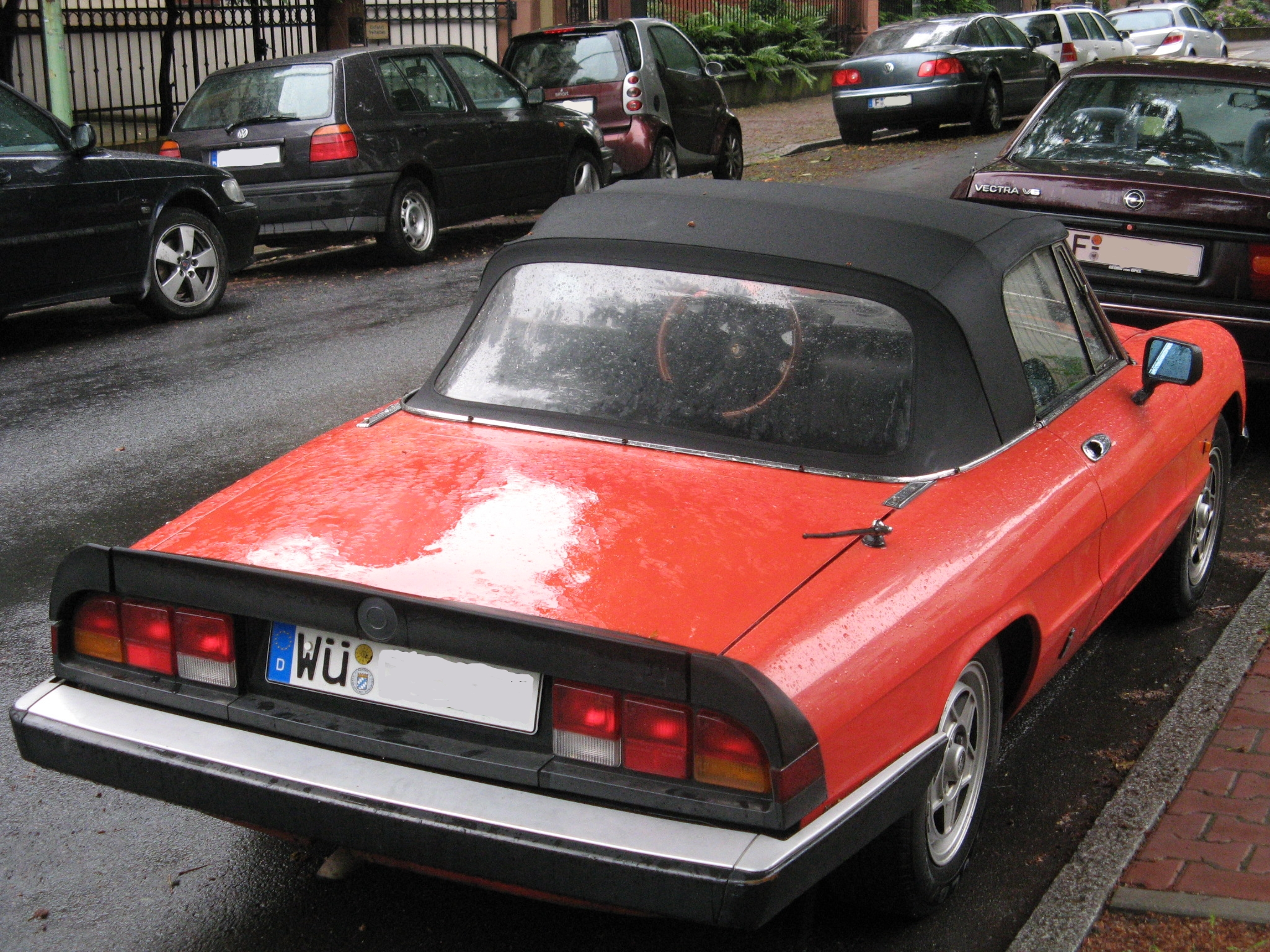
Spider 3-го поколения.
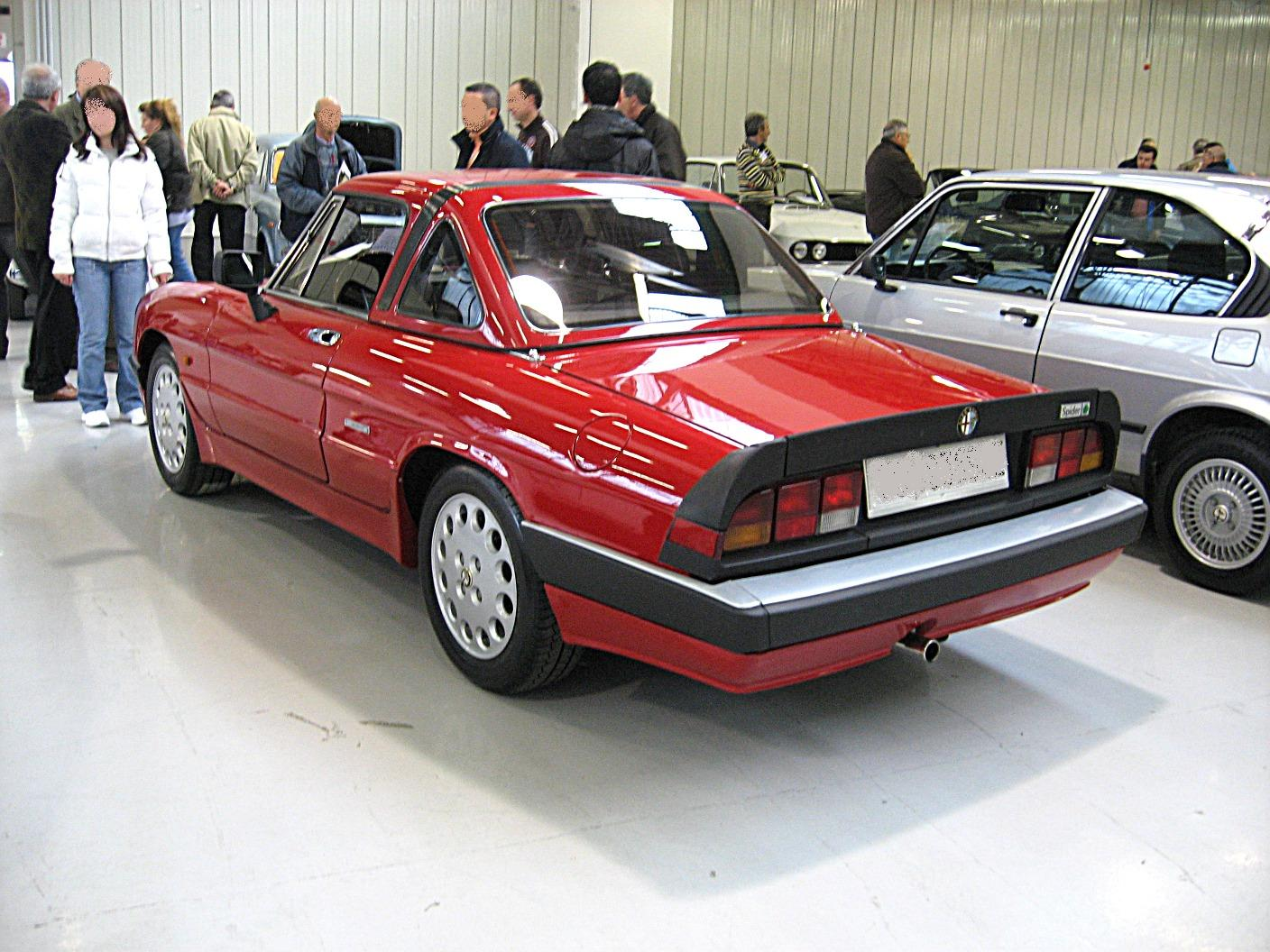
Spider 3-го поколения. Топовая версия Quadrifoglio Verde.

## Spider 4-й серии
В последний раз значительные изменения Spider претерпел в 1990 году. Основным механическим изменением было оснащение двигателя электронной системой впрыска Bosch Motronic и электрическим вентилятором охлаждения. В части внешности Spider лишился спойлера под передним бампером и спойлера на крышке багажника сзади, и получил задние фонари в стиле 164-й, протянувшиеся во всю ширину задней части, а также пластиковые бамперы, окрашенные в цвет кузова. Кроме того, это было первое поколение модели, получившее автоматическую трансмиссию.
В Северной Америке внешние изменения появились на автомобиле 1991 модельного года, модели 1990 года получили впрыск Motronic, но бамперы остались черными. В стандартную комплектацию автомобилей для североамериканского рынка входили усилитель рулевого управления и подушка безопасности для водителя. На этом рынке модель была доступна в двух исполнениях: Spider и Spider Veloce. Основные различия — в стандартном оснащении: на Veloce обивка сидений была кожаной, в то время как на обычном Spider — виниловой; диаметр легкосплавных колёсных дисков в 15" был на дюйм больше стандартных стальных колес с колпаками, также в стандартную комплектацию входили кондиционер и крыша из ткани.
Производство оригинальной модели Spider закончилось в 1993 году. Годом позже появилась абсолютно новая модель Alfa Spider.
Ограниченная серия Spider Commemorative Edition была произведена для североамериканского рынка в 1993 году, и была названа моделью 1994 модельного года. Каждая из 190 машин Spider CE, импортированная в США, имела номерную табличку на передней панели с номером конкретного экземпляра в серии из 190 машин. Версия CE отличалась от обычной наличием специального лейбла на носу, лейбла «CE» под лейблом «Spider Veloce» на задней части, золотыми заглушками центральных отверстий 15-дюймовых колёсных дисков (с дизайном «диск телефона») и отделкой салона деревом. Каждая машина поставлялась с кожаной папкой и номерными брелоками и документацией. номера VIN этой серии лежали в диапазоне от 008276 до 008460, хотя нумерация не была систематической. Как оказалось, все автомобили серии «1994 Spider Commemorative Edition» были выпущены в мае 1993 года.
В Европе эта версия также продавалась с двигателем объёмом 1.6 л., который использовался и на машинах 3-й серии, этот двигатель оснащался карбюраторами Weber 40DCOM4/5.

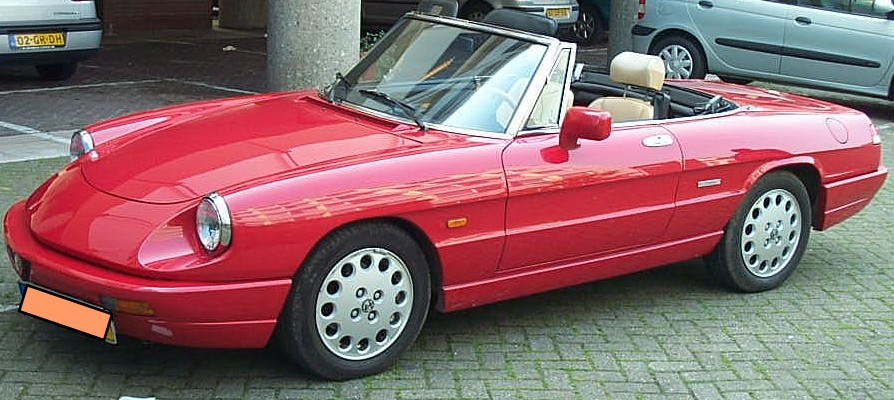
Spider 4-го поколения в профиль.
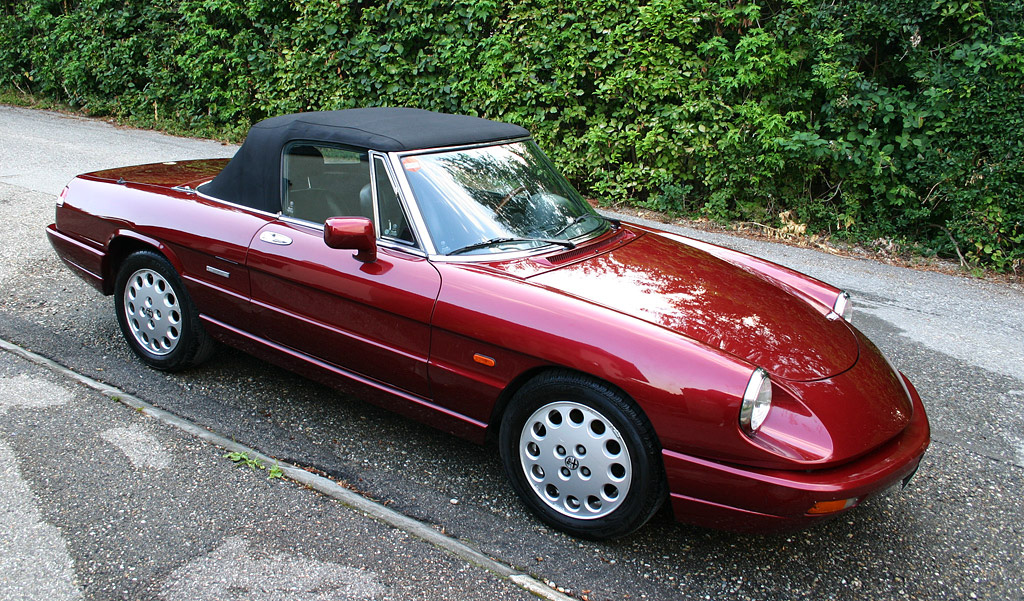
Spider 4-го поколения с крышей.
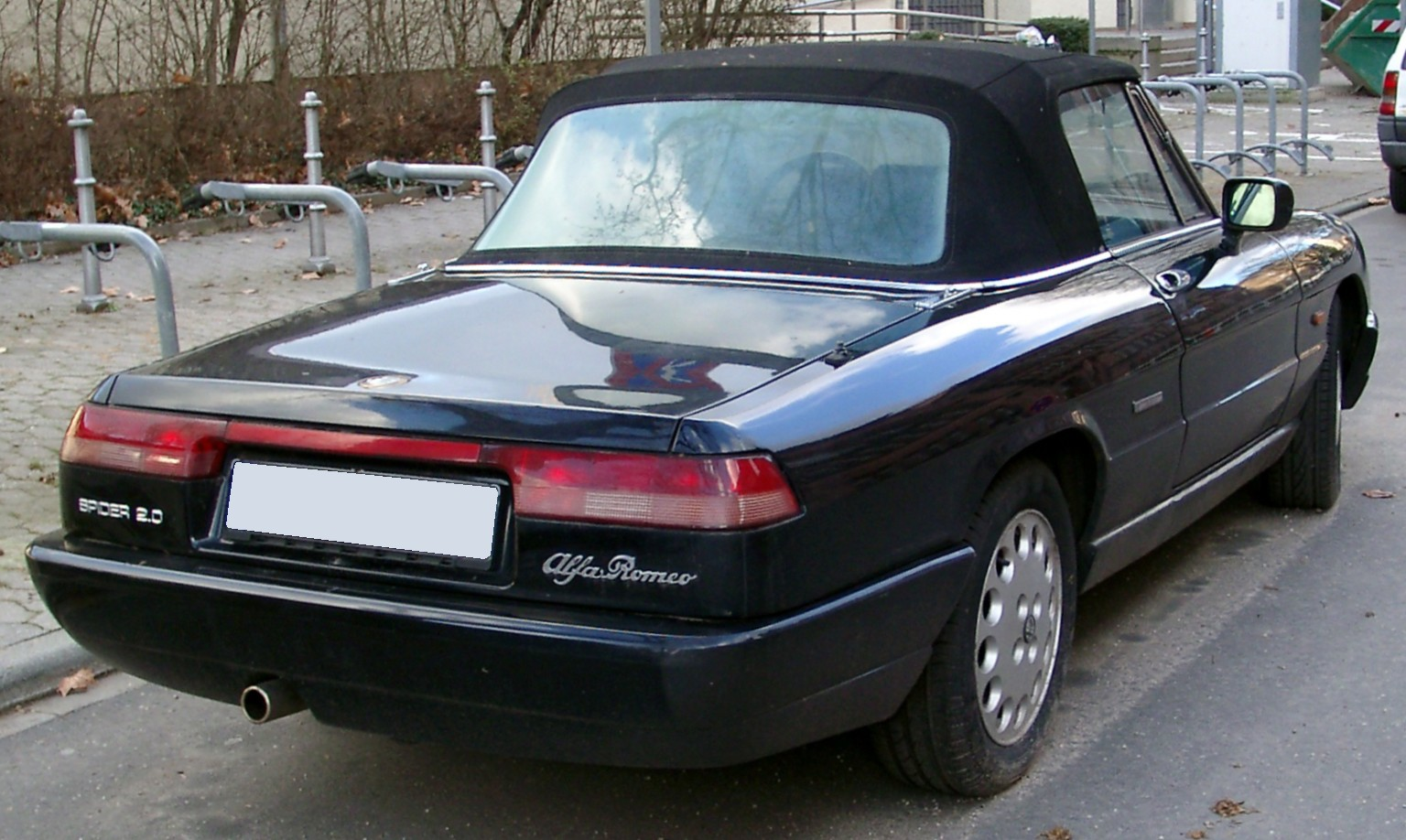
Spider 4-й. Вид сзади

## Производство
1970—1993
| Год пр-ва | Количество |
| --------- | ---------- |
| 1970      | 2539       |
| 1971      | 3735       |
| 1972      | 4121       |
| 1973      | 4848       |
| 1974      | 5107       |
| 1975      | 5189       |
| 1976      | 4338       |
| 1977      | 4183       |
| 1978      | 3868       |
| 1979      | 4129       |
| 1980      | 5584       |
| 1981      | 1653       |
| 1982      | 1923       |
| 1983      | 5365       |
| 1984      | 6587       |
| 1985      | 5590       |
| 1986      | 7215       |
| 1987      | 4339       |
| 1988      | 4090       |
| 1989      | 3950       |
| 1990      | 7106       |
| 1991      | 9073       |
| 1992      | 3640       |
| 1993      | 1956       |
| Всего     | 110128     |

Всего за 1966—1993 годы произведено: 124,104 автомобилей.

## Поколения
| Модель                                             | Двигатель    | Мощность | Крут. момент | Годы пр-ва | Количество |
| -------------------------------------------------- | ------------ | -------- | ------------ | ---------- | ---------- |
| 1-е поколение: Duetto,Osso di Seppia или Roundtail |              |          |              |            |            |
| Duetto                                             | 1,570 куб.см | 109 л.с. | 142 Нм       | 1966-1967  | 6,324      |
| 1750 Veloce                                        | 1,779 куб.см | 118 л.с. | 168 Нм       | 1967-1969  | 4,674      |
| 1750 Veloce US version                             | 1,779 куб.см | 132 л.с. | 168 Нм       | 1969       | 4,027      |
| 1300 Junior                                        | 1,290 куб.см | 89 л.с.  | -            | 1968-1969  | 2,680      |
| 2-е поколение: Fastback,Coda Tronca или Kamm tail  |              |          |              |            |            |
| 1750 Veloce                                        | 1,779 куб.см | 124 л.с. | 168 Нм       | 1970-1973  | *          |
| 1300 Junior                                        | 1,290 куб.см | 104 л.с. | 137 Нм       | 1970-1973  | 4,557      |
| 2000 Veloce                                        | 1,962 куб.см | 133 л.с. | -            | 1971-1982  | 38,379     |
| 1600 Junior                                        | 1,570 куб.см | 110 л.с. | -            | 1972-1981  | 4,848      |
| 3-е поколение: Aerodinamica или Duck Tail          |              |          |              |            |            |
| Aerodinamica 2000                                  | 1,962 куб.см | 128 л.с. | 178 Нм       | 1982-1989  | 10.170**   |
| Aerodinamica 1600                                  | 1,570 куб.см | 104 л.с. | 142 Нм       | 1983-1989  | 5,400**    |
| Quadrifoglio Verde                                 | 1,962 куб.см | 132 л.с. | -            | 1985-1989  | 2,598**    |
| 4-е поколение                                      |              |          |              |            |            |
| Type 4 2000                                        | 1,962 куб.см | 126 л.с. | 166 Нм       | 1990-1993  | 18,456     |
| Type 4 1600                                        | 1,570 куб.см | 109 л.с. | -            | 1990-1992  | 2,951      |

*Совместно с 1750 Veloce

**Цифра не включает 19040 машин для рынка США